# Bernard Spencer
Charles Bernard Spencer (9 de noviembre de 1909–11 de septiembre de 1963) fue un poeta inglés.

## Biografía
Spencer nació en Madras, India y cursó sus estudios superiores en el Marlborough College y el Corpus Christi College de Oxford. En Marlborough conoció a John Betjeman y a Louis MacNeice; en Oxford, a Stephen Spender y a W. H. Auden. Entre 1930 y 1931 editó Oxford Poetry. Sin embargo, no obtuvo reconocimiento mayor por su pertenencia al que sería conocido como Grupo Auden, sino que se lo identifica mucho más por el tipo de poesía que más tarde popularizaría Lawrence Durrell, y por las críticas de los poetas de El Cairo. No tuvo oportunidad de desarrollar su potencial por completo, en parte debido a su mala salud.
Después de graduarse trabajó como profesor y escritor, y en 1936 contrajo matrimonio con la actriz Norah Gibbs. En ese momento, estaba colaborando con Geoffrey Grigson en la composición de New Verse. Durante la Segunda Guerra Mundial trabajó para el British Council, en Grecia y luego en Egipto. Allí editó la revista Personal Landscape, donde trabajaron varios escritores ingleses reconocidos, tales como Olivia Manning.
Después de la guerra continuó trabajando para el British Council y fue enviado a Italia. Norah falleció en 1947 debido a tuberculosis. Él mismo cayó enfermo por un tiempo, y, más allá de algunos artículos, escribió muy poco. 
Volvió a casarse el 29 de septiembre de 1961, con Anne Marjoribanks. Tuvieron un hijo, llamado Piers Bernard Spencer, nacido el 7 de febrero de 1963. Spencer falleció en Viena, aparentemente en un accidente, pocos meses después del nacimiento de su hijo.

## Obras
- Aegean Islands and Other Poems (1946)
- The Twist in the Plotting (1960)
- With Luck Lasting (1963)
- Collected Poems (1965), editado por Alan Ross
- Collected Poems (1981), editado por Roger Bowen